# 돈 맛
"돈 맛"은 2016년에 개봉한 대한민국의 영화이다.

## 캐스팅
- 이은미
- 장현우
- 예나
- 허진우
- 조명연